# Kościół Przemienienia Pańskiego w Częstochowie
Kościół Przemienienia Pańskiego w Częstochowie – kościół parafialny pod wezwaniem Przemienienia Pańskiego w Częstochowie, w dzielnicy Gnaszyn-Kawodrza.

## Historia

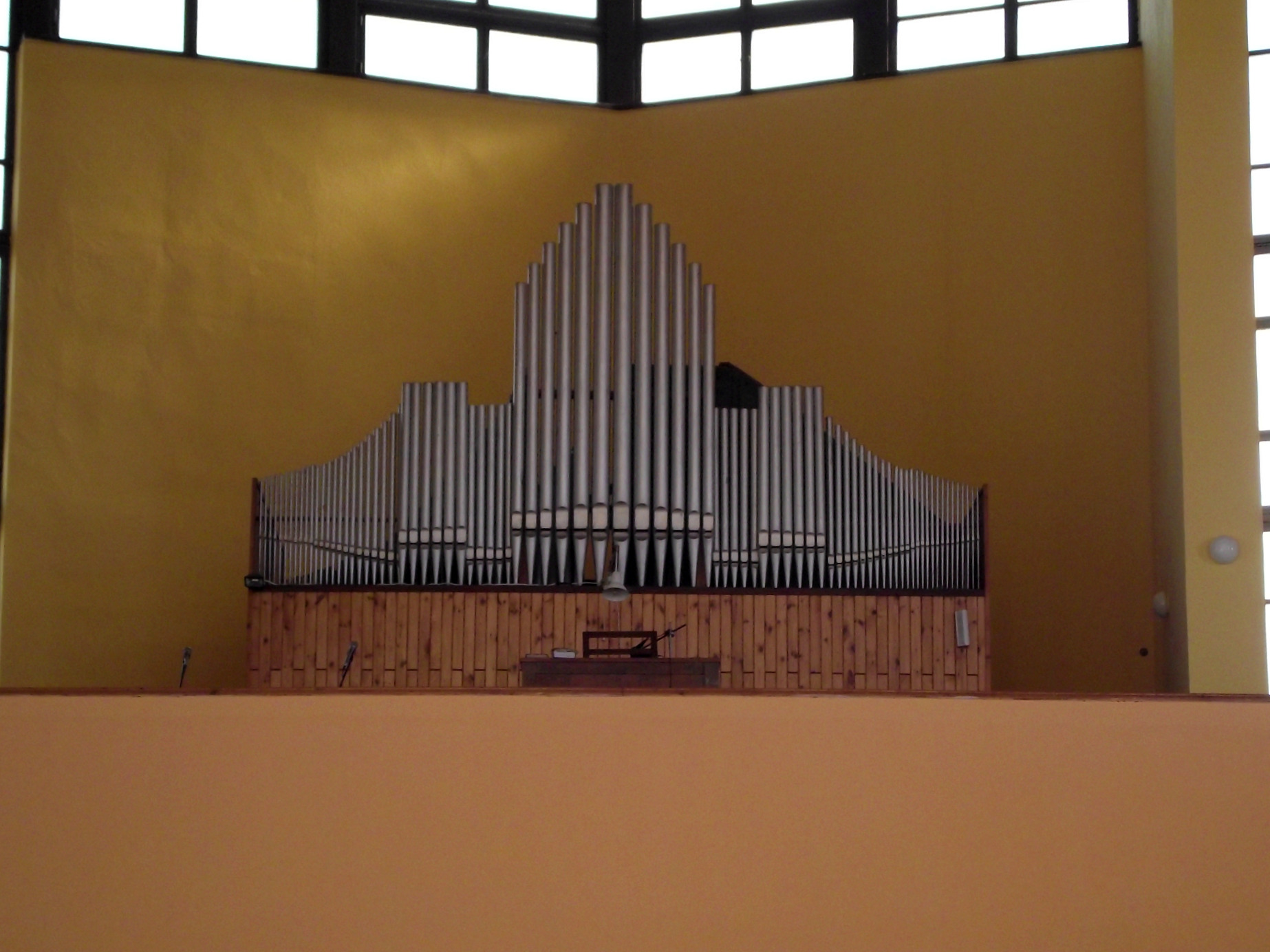
Prospekt organowy (2011)

Do końca 1946 roku nabożeństwa były sprawowane w kaplicy urządzonej w wynajętym domu mieszkalnym w Gnaszynie. Staraniem pierwszego ekspozyta ks. Józefa Cieślaka zakupiono ziemię pod kościół i zgromadzono częściowo materiał budowlany, który na początku okupacji zabrali Niemcy. Z inicjatywy ks. Kazimierza Sowały zbudowano w 1946 roku kościół, który został poświęcony w tym samym roku 15 grudnia przez biskupa Stanisława Czajkę. Kościół ten okazał się jednak zbyt mały. Starania o postawienie większej świątyni podjął ks. Wacław Stępień, który pozwolenie na tę inwestycję otrzymał od władz państwowych dopiero 23 czerwca 1981 roku. Budowę kontynuował kolejny proboszcz ks. Czesław Olczak, który urządził wnętrze kościoła, upiększył i je wyposażył. Uroczystego poświęcenia świątyni dokonał biskup Stanisław Nowak 27 maja 1990 roku. Do ważniejszych prac wykonanych w kościele, po 2000 roku należą m.in. malowanie świątyni, gruntowny remont organów, sprawienie sedili oraz ławek do kaplicy Bożego Miłosierdzia.